# Simpsonovi (28. řada)
Dvacátá osmá řada amerického animovaného seriálu Simpsonovi je pokračování dvacáté sedmé řady tohoto seriálu. Byla premiérově vysílána na americké televizní stanici Fox od 25. září 2016 do 21. května 2017. Řada má celkem 22 dílů. V Česku měla premiéru od 1. dubna do 29. září 2017 na stanici Prima Cool.

## Seznam dílů
| Č. v seriálu | Č. v řadě | Původní název                | Český název                      | Režie             | Scénář                                         | Premiéra v USA     | Premiéra v ČR    | Produkční kód |
| --- | --------- | ---------------------------- | -------------------------------- | ----------------- | ---------------------------------------------- | ------------------ | ---------------- | ------------- |
| 597 | 1         | Monty Burns' Fleeing Circus  | Monty Burnsův létající cirkus    | Matthew Nastuk    | Tom Gammill a Max Pross                        | 25. září 2016      | 1. dubna 2017    | VABF20        |
| 598 | 2         | Friends and Family           | Virtuální rodina                 | Lance Kramer      | J. Stewart Burns                               | 2. října 2016      | 1. dubna 2017    | VABF18        |
| 599 | 3         | The Town                     | Nesnášíme Boston                 | Rob Oliver        | Dave King                                      | 9. října 2016      | 1. dubna 2017    | VABF17        |
| 600 | 4         | Treehouse of Horror XXVII    | Speciální čarodějnický díl XXVII | Steven Dean Moore | Joel H. Cohen                                  | 16. října 2016     | 1. dubna 2017    | VABF16        |
| Suchonosná past (Dry Hard) Kámošky až za hrob: Odpočívej v pokoji (BFF R.I.P.) Zlatý Vočko (MoeFinger) |           |                              |                                  |                   |                                                |                    |                  |               |
| 601 | 5         | Trust but Clarify            | Důvěřuj, ale prověřuj            | Michael Polcino   | Harry Shearer                                  | 23. října 2016     | 1. dubna 2017    | VABF21        |
| 602 | 6         | There Will Be Buds           | Kouč „K“                         | Matthew Faughnan  | Matt Selman                                    | 6. listopadu 2016  | 1. dubna 2017    | VABF22        |
| 603 | 7         | Havana Wild Weekend          | Divoký víkend v Havaně           | Bob Anderson      | Dan Castellaneta, Deb Lacustová a Peter Tilden | 13. listopadu 2016 | 1. července 2017 | VABF19        |
| 604 | 8         | Dad Behavior                 | Hříchy našich otců               | Steven Dean Moore | Ryan Koh                                       | 20. listopadu 2016 | 1. července 2017 | WABF01        |
| 605 | 9         | The Last Traction Hero       | Poslední trakční hrdina          | Bob Anderson      | Bill Odenkirk                                  | 4. prosince 2016   | 1. července 2017 | WABF03        |
| 606 | 10        | The Nightmare After Krustmas | Ukradené Vánoce šáši Krustyho    | Rob Oliver        | Jeff Westbrook                                 | 11. prosince 2016  | 1. července 2017 | WABF02        |
| 607 | 11        | Pork and Burns               | Vepř a Burns                     | Matthew Nastuk    | Rob LaZebnik                                   | 8. ledna 2017      | 2. září 2017     | WABF06        |
| 608 | 12        | The Great Phatsby: Part One  | Velký Phatsby 1/2: Zrada         | Chris Clements    | Dan Greaney                                    | 15. ledna 2017     | 1. července 2017 | WABF04        |
| 609 | 13        | The Great Phatsby: Part Two  | Velký Phatsby 2/2: Pomsta        | Timothy Bailey    | Dan Greaney a Matt Selman                      | 15. ledna 2017     | 1. července 2017 | WABF05        |
| 610 | 14        | Fatzcarraldo                 | Hotdogy mého mládí               | Mark Kirkland     | Michael Price                                  | 12. února 2017     | 2. září 2017     | WABF07        |
| 611 | 15        | The Cad and the Hat          | Klobouk plný viny                | Steven Dean Moore | Ron Zimmerman                                  | 19. února 2017     | 2. září 2017     | WABF08        |
| Líza začne být díky slamáku populární. Bart začne žárlit a rozhodne se, že jí klobouk vezme a zahodí. Postupně však jeho vina roste a přizná se Líze o svém činu. Ta se na Barta naštve a Bart chce její klobouk získat zpátky. Hledá ho, ale je zničen. Lízina vina roste tím, že je na Barta naštvaná, i když se jí omluvil. Nakonec mu to odpustí. |           |                              |                                  |                   |                                                |                    |                  |               |
| 612 | 16        | Kamp Krustier                | Vzhůru z prázdnin                | Rob Oliver        | David M. Stern                                 | 5. března 2017     | 2. září 2017     | WABF09        |
| 613 | 17        | 22 For 30                    | Baskeťák Bart                    | Chris Clements    | Joel H. Cohen                                  | 12. března 2017    | 2. září 2017     | WABF10        |
| 614 | 18        | A Father's Watch             | Hodinky po tátovi                | Bob Anderson      | Simon Rich                                     | 19. března 2017    | 29. září 2017    | WABF11        |
| 615 | 19        | The Caper Chase              | Burnsova univerzita              | Lance Kramer      | Jeff Westbrook                                 | 2. dubna 2017      | 29. září 2017    | WABF12        |
| 616 | 20        | Looking for Mr. Goodbart     | Dokonalý vnuk                    | Michael Polcino   | Carolyn Omineová                               | 30. dubna 2017     | 29. září 2017    | WABF13        |
| Bart začne být dokonalým vnukem pro stařeny ze Springfieldu. Mezitím Homer a Líza hrají hru Peekimon Get, která baví celý Springfield. |           |                              |                                  |                   |                                                |                    |                  |               |
| 617 | 21        | Moho House                   | Noční klub u Vočka               | Matthew Nastuk    | Jeff Martin                                    | 7. května 2017     | 29. září 2017    | WABF14        |
| 618 | 22        | Dogtown                      | Město psů                        | Steve Moore       | J. Stewart Burns                               | 21. května 2017    | 29. září 2017    | WABF15        |

## Zajímavosti
- „Speciální čarodějnický díl XXVII“ je 600. díl seriálu.
- Ve speciálním čarodějnickém dílu se po téměř dvaceti letech vrací Frank Grimes.[1]
- V dílu „Divoký víkend v Havaně“ se Simpsonovi přesunou na Kubu.[2]
- „Ukradené Vánoce šáši Krustyho“ je osmnáctá vánoční epizoda.
- V dílu „Ukradené Vánoce šáši Krustyho“ se vrátí Hyman Krustofsky, který zemřel v epizodě Šáša na odpis.[3]
- „Velký Phatsby“ je druhý dvaačtyřicetiminutový (dvoudílný) speciál.
- Epizoda „Vzhůru z prázdnin“ navazuje po 24 letech na díl Vzhůru na prázdniny (Kamp Krusty) z 4. řady.
- V epizodě „Vepř a Burns“ se vrací Spider-vepř z filmu Simpsonovi ve filmu.
- Epizoda „Hotdogy mého mládí“ je parodií na americké řetězce rychlého občerstvení.
- Epizoda „Hotdogy mého mládí“ je věnována tvůrci seriálu Sooanovi Kimovi.
- V epizodě „Hotdogy mého mládí“ se vrací Glenn Close jako zesnulá Mona Simpsonová, která zemřela v epizodě Má máma Mona.
- Epizoda „Burnsova univerzita“ je parodií na Trumpovu univerzitu.
- Epizoda „Dokonalý vnuk“ je parodií na populární mobilní hru Pokémon Go.
- V epizodě Hodinky po tátovi zazní slovo hrdobec (chybný tvar slova hrdobce), které zaznělo ve filmu Marečku, podejte mi pero!.